# 納豆巻き
納豆巻き（なっとうまき）は、納豆などを具材（芯）とする巻き寿司。細巻き寿司、あるいは軍艦巻きの一つである。

## 歴史
細巻き寿司としての納豆巻きの発祥は、岩手県盛岡の寿司屋『三寿司』であるとされる。1963年（昭和38年）、当時高級料理であった寿司を、低価格で多くの人に提供しようと、盛岡の市民に親しまれていた納豆を具材（芯）とする納豆巻きを始めたという。納豆巻きの元祖とされる『三寿司総本店』の暖簾には、「名物なっとう巻」の文字が染め抜かれている。
一方、軍艦巻きとしての納豆巻きは、後に東京都銀座に『鮨さゝ木』を創業する佐々木啓全が、『勘八』に勤めていた時に考案したとされる。
昭和60年代以降、回転寿司チェーンやコンビニエンスストアの拡大とともに、一般化していった。2009年（平成21年）現在では、納豆巻きは全国のコンビニエンスストアに広まっており、家庭における納豆料理でも第一位となっている。

## 具材（芯）

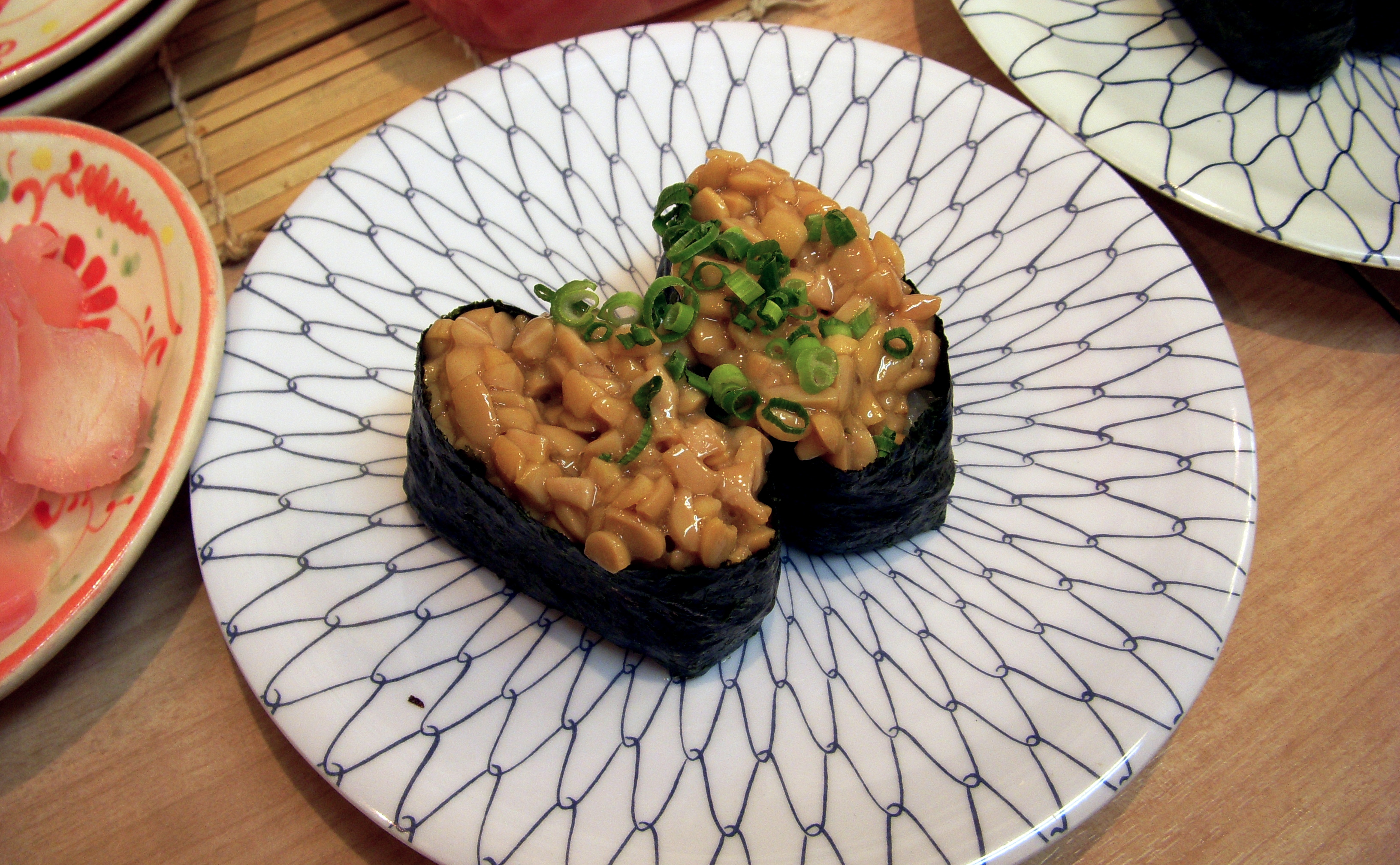
納豆巻き（軍艦巻き）

具材（芯）としては、納豆を使用する。通常、納豆は、その臭いや粘りから敬遠されることも多いが、納豆巻きであれば食べられるという者も多い。
納豆は叩いたものを使用するが、店によっては粒のまま巻くものもある。これに、醤油や山葵、塩で味付けしたり、葱や青紫蘇、胡瓜、鰹節などを加えたりすることもある。
佐々木が考案した軍艦巻きでは、納豆とともに、茹でて切った小松菜を乗せ、塩を加えて提供していたとされる。